# Carmen Salinas
Carmen Salinas Lozano  (Torreón, 5 de outubro de 1939 – Cidade do México, 9 de dezembro de 2021) foi uma atriz, produtora e política mexicana

## Biografia
Carmen Salinas estreou na televisão em 1964 sob a direção de Ernesto Alonso em produções como La vecindad, La frontera, Sublime redención e El chofer. Começando sua carreira como imitadora de artistas famosos. Um  aspecto que caracteriva era que ela se vestia e se comportava da mesma maneira que o artista, e que depois apareciam juntos o artista original e Carmen Salinas. Excelente imitações podem ser mencionados, por exemplo, Irma Serrano e Matilde Sanchez "La Torcacita. 
Consolidada a sua carreira no cinema, interpretando papéis urbanos o que a levou ser a representante das massas, em situações que permitem que o público ficasse totalmente identificado, quer nas ruas da cidade ou províncias. Levando em consideração suas atuações em importantes produções da Televisa, como as telenovelas Maria Mercedes e María la del barrio onde atou com atores como Thalía, Itatí Cantoral, Arturo Peniche e Laura Zapata, entre outros atores.
Participou em filmes como: Distrito Federal, Paso de cojo, El sexo sentido, Que viva Tepito, mi barrio, Noche de carnaval, Fin de semana en Garibaldi, Danzón, Ciudad de ciegos, A paso de cojo, Camino largo a Tijuana, Esta noche cena Pancho, Huevos rancheros, Entre ficheras anda el Diablo, Albures Mexicanos, Corrupción, Olor a muerte, La chica de la piscina, Mexicano, tu puedes, La raza nunca pierde, Nos reimos de la migra, entre muitos outros. 
Embora ela tivesse muitos amores, diz que só casou uma vez e para sempre, no entanto, sua vida pessoal foi marcada pela tragédia, quando, em 1994, por um câncer morreu o seu filho Pedro Plascencia. Sua filha Eugenia é a única com ela nos momentos difíceis. 
Foi homenageada na cidade de Guadalajara, estado de Jalisco, pelos 55 anos de sua carreira. Ela foi a empresária e produtora da obra teatral Aventurera que tem viajado em turnê nas principais cidades no México, Carmen foi umas das figuras mexicana que atuou ao lado do ator Denzel Washington em Man on Fire que foi filmado em locações nas cidades de Puebla e Cidade do México. 
Seus mais recentes aparições foram na telenovela Abrázame muy fuerte onde compartilhou créditos com Aracely Arámbula, bem como Preciosa, interpretado como 'Mamá Pachis', em Mi pequeña traviesa como 'Maty'.
María Mercedes, María la del barrio, Preciosa, Abrázame muy fuerte, Mundo de fieras e Mi corazón es tuyo são algumas das telenovelas, nas quais Carmen atuou, exibidas no Brasil.
A atriz foi eleita deputada federal pelo PRI em setembro de 2015.

## Morte
Em 11 de novembro de 2021, Carmen foi levada às pressas para o hospital, devido a uma hemorragia cerebral causada pela hipertensão que ocorreu na época, onde veio a falecer em 9 de dezembro, aos 82 anos de idade.

## Filmografia

### Televisão
| Ano     | Título                      | Personagem                                           |
| ------- | --------------------------- | ---------------------------------------------------- |
| 2021/22 | Mi fortuna es amarte        | Doña Margarita "Magos" Domínguez Nagrete de Pérez #1 |
| 2018/19 | Mi marido tiene más familia | Doña Crisanta Díaz de Córcega                        |
| 2016    | Nostros Guapos              |                                                      |
| 2016    | Sueño de amor               | Margarita Manzanares                                 |
| 2014/15 | Mi corazón es tuyo          | Yolanda de Castro Vda. de Vázquez                    |
| 2013    | Parodiando                  | Parte do Jurado                                      |
| 2012/13 | Porque el amor manda        | Luisa "Chatita" Herrera                              |
| 2012    | La familia P. Luche         | (episódio El hijo de Excelsa)                        |
| 2012    | Hoy                         | Condutora ocasional                                  |
| 2012    | Parodiando                  | Jurada                                               |
| 2010/11 | Triunfo del Amor            | Milagros Nieves                                      |
| 2009    | Mujeres Asesinas 2          | Carmen, a "Honrada"                                  |
| 2007    | Mundo de fieras             | Candelária                                           |
| 2003    | Velo de novia               | Malvina                                              |
| 2002    | Entre el amor y el odio     | Chelo                                                |
| 2000/01 | Abrázame muy fuerte         | Célia                                                |
| 1998    | Preciosa                    | Mamá Pachis                                          |
| 1997    | Mi pequeña traviesa         | Maty                                                 |
| 1996    | La antorcha encendida       | Camila de Foncerrada                                 |
| 1995    | María la del Barrio         | Agripina Pérez                                       |
| 1992    | Maria Mercedes              | Dona Filó                                            |
| 1979    | Elisa                       |                                                      |
| 1971    | Sublime redución            |                                                      |
| 1970    | La sonrisa del diablo       |                                                      |
| 1967    | La frontera                 |                                                      |
| 1964    | La Vecinidad                |                                                      |

### Filmes
● Norte Estrecho (2015)
- ¿Alguien ha visto Lupita?(2010)
- Veritas, Prince of Truth (2007)
- La misma luna (2007)
- Los Perplejos (2005)
- Mi verdad (2004)
- Zapata el sueño de un heroe
- Man on fire (2004)
- Pica y se extiende (2001)
- Hasta en las mejores familias(2000)
- Todo el poder (1999).... Dona Cleofas
- Las Noches de aventurera (1998)
- Reclusorio (1997)
- Desnúdate Marcela (1993)
- Hoy no circula (1993)
- Las Mil y una aventuras del metro (1993)
- Cita en el paraíso (1992) .... Grandma
- El Jugador (1991) .... Tia Nina
- Danzón (1991) .... Dona Tí
- No hay quinto malo (1990)
- El Mil hijos (1989)
- Olor a muerte (1989)
- Comezón a la Mexicana (1989)
- Las Guerreras del amor (1989)
- El Garañón (1989)
- Camino Largo á Tijuana  ( 1988)
- Día de Defuntos(1988)
- Solo para adúlteros (1988)
- La Chica de la piscina (1987)
- Huele a gas (1985)
- Masacre en el río Tula (1985)
- Noche de Carnaval (1984)
- Piernas Cruzadas (1984)
- Entre ficheras anda el diablo - La pulquería 3 (1983)
- Las Glorias del gran Púas (1983)
- Se me sale cuando me río (1983)
- Las Vedettes (1983)
- Las Modelos de desnudos (1983)
- Los Fayuqueiros de Tepito (1982)
- El Día que murió Pedro Infante (1982)
- Fieras contra fieras (1982)
- Burdel aka Brothel (1982)
- Huevos rancheros (1981)
- Las Noches del Blanquita (1981)
- La Pulquería 2 (1981)
- Tiempo de lobos (1981)
- La Pulquería (1980)
- Que viva Tepito! (1980) .... Concha
- Rey de los albures, El (1980)
- El Testamento (1980)
- El Tonto que hacía milagros (1980)
- Tentadoras, Las (1980)
- D.F./Distrito Federal (1979)
- Las Pobres ilegales (1979) .... Petra
- El Secuestro de los cien millones (1979)
- Cariñosas, Las (1978)
- El Lugar sin límites (1978)
- Muñecas de medianoche (1978)
- Noches de cabaret (1978)
- Albures mexicanos (1975)
- Las Fuerzas vivas (1975)  .... Dona Hortensia
- Bellas de noche (1975) .... La Corcholata
- Tívoli (1974) .... Chapas
- El Rincón de las vírgenes (1972) .... Pancha Fregoso
- Doña Macabra (1971)